# РД-180
РД-180 (РД-180, Ракетный Двигатель-180, Ракетни Мотор-180) је руски ракетни мотор са две коморе за сагоревање и две млазнице. Настао је развојем мотора РД-170 који је развијен за покретање совјетске ракете Зенит, и тренутно се користи као главни мотор првог степена америчке ракете Атлас V.